# Strada Statale 612 della Val di Cembra
Die Strada Statale 612 della Val di Cembra (kurz SS 612) ist eine rund 46 km lange Staatsstraße in Italien. Der Großteil ihres Verlaufs liegt im Trentino, lediglich ein knapp vier Kilometer langer Abschnitt beim Stramentizzo-Stausee durchquert Südtiroler Gebiet. Da sie das Cembratal erschließt, erhielt sie den namentlichen Titel della Val di Cembra.
Die SS 612 zweigt in Lavis im Etschtal von der SS 12 ab und führt von dort ins Cembratal, das sie auf der orographisch rechten Seite der Länge nach durchquert. Nach Erreichen des Fleimstals mündet sie bei Carano in die SS 48 ein.